# Stadio Tekstilščik
Lo Stadio Tekstilščik è un impianto sportivo di Černihiv, in Ucraina.

## Storia
Lo stadio si trova vicino al territorio della Stazione di Černihiv, costruito vicino al Centro sportivo Chimki. In passato era l'arena di casa della squadra di calcio femminile Lehenda. Progettato per 2.000 spettatori, il campo misura 102 × 65 m. Il campo si trova nel distretto di Ushinsky, novozavodsky, proprio accanto alla fabbrica Cheksil, a 2-3 km dalla Stazione di Černihiv e dal Monumento ai Soldati Liberatori in Piazza della Vittoria.  A causa della mancanza di fondi, lo stadio era in uno stato di rovina ed è stato ricostruito nel campo Zanedbanny. Dal 2018 non sono stati installati sedili singoli in plastica e la maggior parte delle panche in legno sono rotte. Anche le strutture in cemento dello stadio sono parzialmente danneggiate. Anche la defunta squadra di calcio maschile Cheksyl Černihiv che vinse il campionato di calcio dell'oblast di Chernihiv nel 1997, utilizzò lo stadio Tekstylschyk per la stagione. Lo stadio ha sofferto durante le battaglie per Chernihiv nel febbraio-aprile 2022. In particolare, sono state danneggiate le piste da corsa dello stadio e le tribune.

## Galleria d'immagini

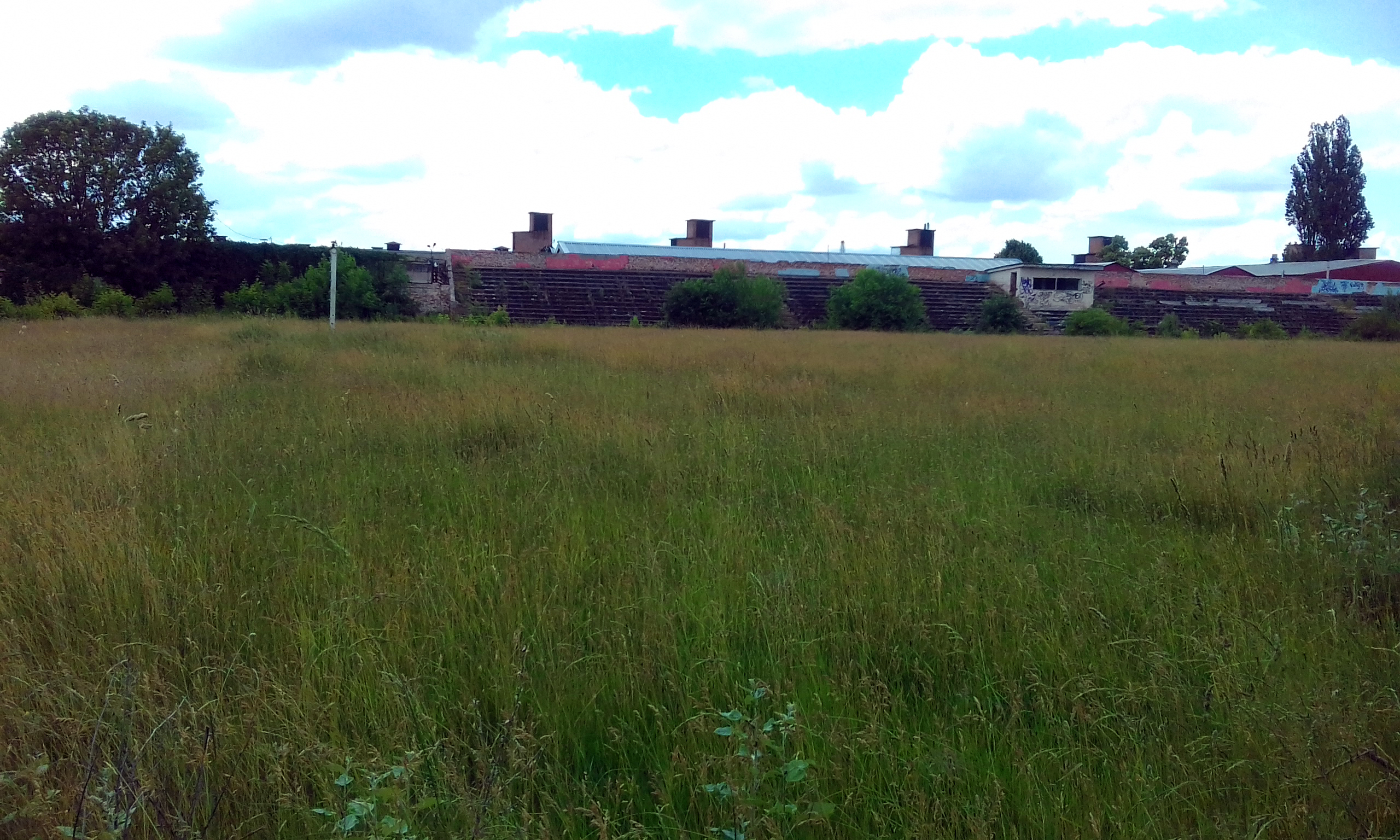
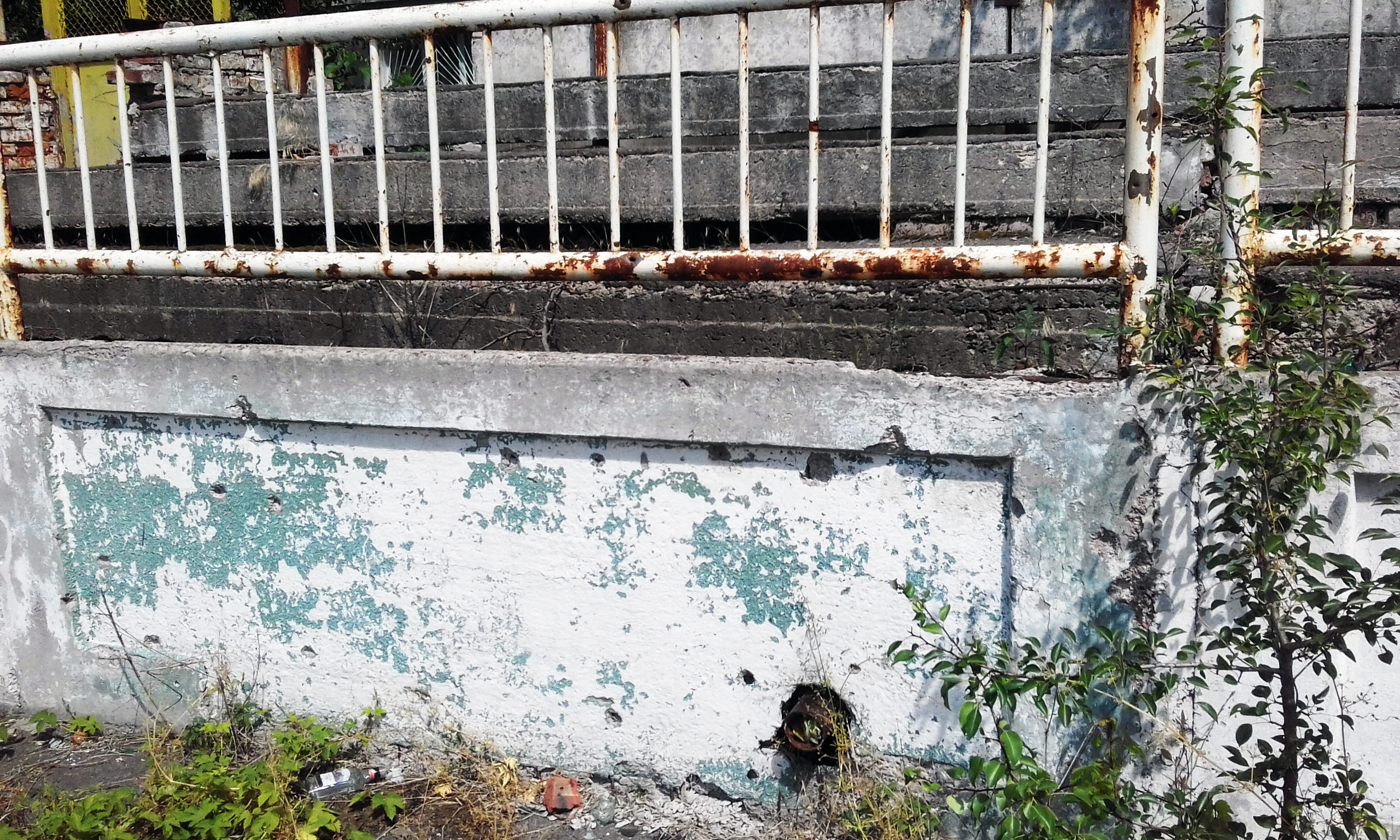